# Thomas Dekker (poeta)

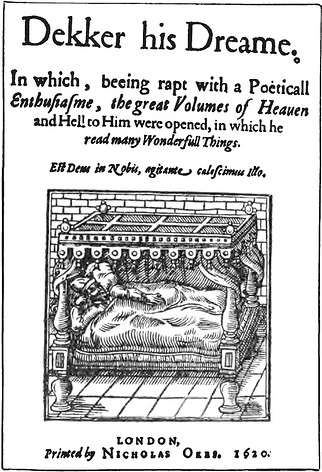

Thomas Dekker (ur. ok. 1570, zm. 25 sierpnia 1632) – angielski dramaturg.

## Dramaturg
W swoich licznych komediach i dramatach obyczajowych wykazywał tendencje demokratyczne. Najbardziej znane jego utwory to 
- Szewskie święto albo Szlachetne rzemiosło (1600)[2],
- Stary Fortunat (1600),
- Cnotliwa ladacznica (II część, 1604, autorem I części jest Middleton)[3],
- Czarownica z Edmonton (napisana wspólnie z Johnem Fordem i Rowleyem, 1608)[4].

## Pamflecista
Był też autorem satyr i pamfletów prozą, w których dał barwny obraz Londynu swoich czasów.
- The Wonderful Year 1603 w żywy i pasjonujący sposób opisuje Londyn czasu zarazy.
- Newes from Helles (1606) uwspółcześnia średniowieczny motyw wizyty w czyśćcu i piekle.
- The Belman of London (1608) jest rozprawą o łotrostwie.
- Lanthorne and Candle-light (1609) będący kontynuacją poprzedniego pamfletu opowiada po szeregu malowniczych epizodów o wizycie diabła w Londynie.
- The Guls Horne-booke (1609), najsłynniejszy pamflet Dekkera, będący ironicznym pouczeniem dla nowoczesnej młodzieży jak zostać zupełnym szubrawcem i stanowiący najżywszy opis ówczesnego Londynu[5].
- Worke for Amorours (1609) jest alegorią odwiecznego konfliktu bogactwa z ubóstwem pod postacią wojny dwóch królowych Mamony i Nędzy.
- Dekker his Dream (1620) stanowi połączenie prozy i wiersza, a rozpoczyna się apokaliptycznym obrazem końca wszechświata[6].